# Замковая гора (Львов)
За́мковая гора́, Кня́жья гора́, гора Бидель, гора Высо́кий за́мок (укр. За́мкова гора́, Кня́жа гора́, Висо́кий за́мок) — одна из возвышенностей в городе Львове, самая высокая точка — 413 м над уровнем моря.
Находится в непосредственной близости от центральной (исторической) части города, в прошлом окруженной фортификационными сооружениями.
Название происходит от древнего укрепления Львова — Высокого Замка (в противоположность другому — Низкому замку), который существовал с XIII до 70-х гг. XIX в.
В XIX веке замок был разобран. Возвышенность укрепили, насадили на склонах деревья, в 1835 организовали парк «Высокий замок».
На площадке, где стоял замок в 1869−1900 был насыпан курган (пол. kopiec) в честь 300-летия Люблинской унии, названый Копец Люблинской унии (пол. Kopiec Unii Lubelskiej). Инициатором сооружения памятного кургана выступил известный польский политик, президент парламента Австро-Венгрии Францишек Смолька, высота кургана 22 метра. Этот курган насыпали из земли, привезённой со всех памятных мест Польши (в частности, земля из под Кракова, Варшавы, с поля Грюнвальдской битвы), а также на вершине насыпали шапку земли с горы Голгофа. При насыпке холма на вершине почти полностью уничтожены остатки старой крепости. От старого замка сохранился лишь фрагмент южной каменной стены с бойницами, ограждавшей въезд на территорию замка.
Впоследствии курган облицевали камнями из бывших замковых стен и оборудованли смотровую площадку, к которой ведёт спиральная дорожка в виде простенького лабиринта с тупиками и петлями.
Также на Замковой горе в 1957 г. установлена телевизионная ретрансляционная вышка.
В 2004−2005 во Львове обсуждалась возможность воссоздания на Замковой горе каменного сооружения замка.